# Первомайка (Павлодарская область)
Первомайка (каз. Первомайка) — упразднённое село в Щербактинском районе Павлодарской области Казахстана. Входило в состав Шалдайского сельского округа. Ликвидировано в 2000 г.

## Население
В 1989 году население села составляло 40 человек. По данным переписи 1999 года в селе проживало 45 человек (25 мужчин и 20 женщин).